# Claire Monestès
Pour les articles homonymes, voir Monestès.
 (juillet 2024).
Claire Monestès, née le 26 novembre 1880 à Chambéry et morte le 14 février 1939 à Paris ,, est une religieuse française, fondatrice de la congrégation catholique La Xavière dont les membres sont connues sous le nom de Xavières. 
Éduquée chez les Dames du Sacré-Cœur, elle fut marquée dès son enfance par l'œuvre missionnaire du jésuite saint François Xavier.

## Biographie

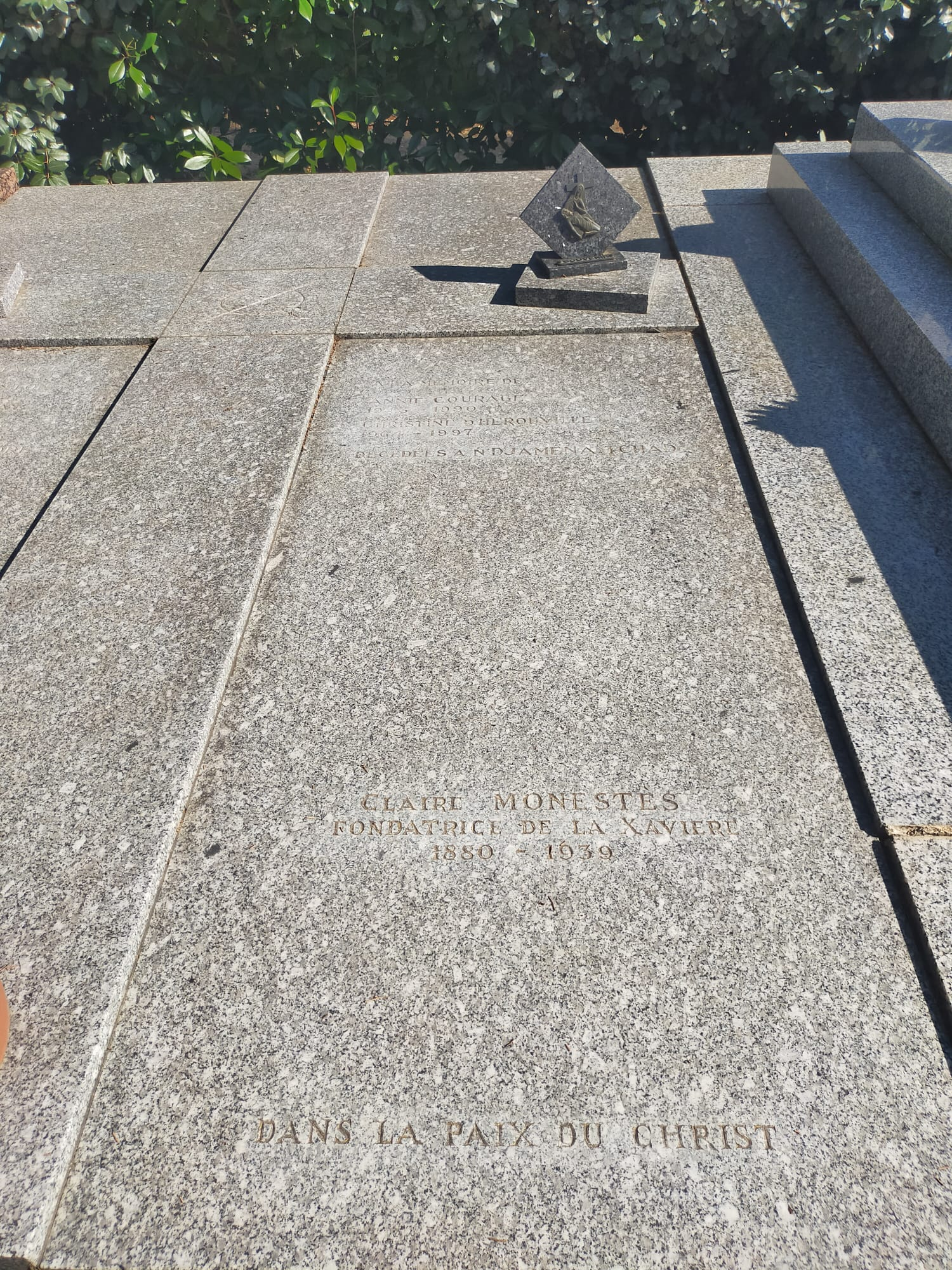
Tombe de Claire Monestès au cimetière de Beaumont-de-Pertuis

## La congrégation
Fidèle à la spiritualité d'Ignace de Loyola,, dont François Xavier était l'un des compagnons, Claire Monestès fonde la première communauté à Marseille le 23 septembre 1921, notamment pour être présente auprès des jeunes femmes au travail.
Le 21 décembre 1925, Claire Monestès fait l'achat à son nom propre de la propriété à Beaumont-de-Pertuis où les Xavières fondent le lieu communautaire de la Pourraque et maison-mère de la congrégation .
La congrégation des Xavières, qui appartient à la famille ignatienne, est officiellement reconnue par l'Église catholique en 1963. Elle comprend actuellement[Quand ?] 112 personnes. Le 3 décembre 2010, la congrégation est reconnue par décret comme Institut religieux de droit pontifical.
Leurs activités sont diverses : éducatrice, aide-soignante, médecin en soins palliatifs, enseignante en primaire, secondaire ou supérieur, assistante sociale, visiteuse de prison, animatrice d'aumônerie en hôpital psychiatrique, comédienne, catéchiste, animatrice en pastorale en paroisse, ingénieur...

## Pour approfondir